# Fronte Orientale (Sudan)
Il Fronte Orientale è una coalizione di gruppi ribelli che opera nelle aree orientali del Sudan, lungo i confini con l'Eritrea, in particolare nei piccoli Stati del mar Rosso e di Cassala. Il leader del Fronte Orientale è Musa Mohamed Ahmed. Mentre l'Esercito di Liberazione del Popolo del Sudan (EPLS) era il componente principale del Fronte Orientale, esso dovette abbandonare la lotta in base all'Accordo di Naivasha del gennaio del 2005, che mise fine alla seconda guerra civile in Sudan. Il suo posto era stato preso già nel febbraio del 2004 dall'emergente corposo Congresso dei Begia e dal più piccolo gruppo dei Liberi Leoni Rashaida: due raggruppamenti tribali, rispettivamente di Begia e di Rashaida. Il Movimento Giustizia e Uguaglianza (MGU), un gruppo ribelle del Darfur, più a ovest, si unì a loro in un momento successivo.

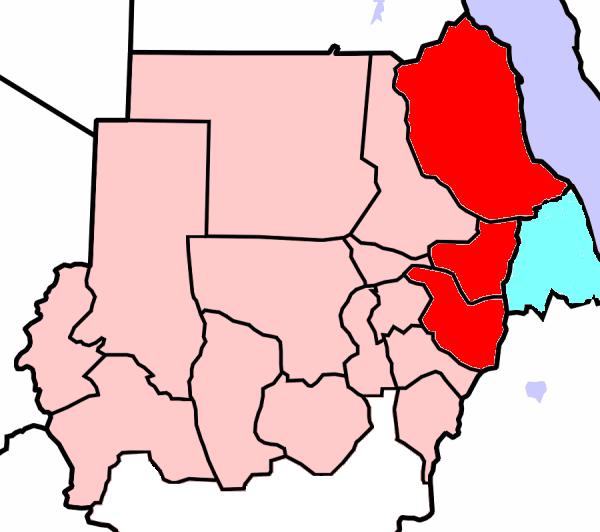
Cassala, Gadaref e Stati del Mar Rosso (in rosso), tutti ai confini con l'Eritrea (in celeste). Il mar Rosso è colorato in grigio.